# Andrew Claude de la Cherois Crommelin

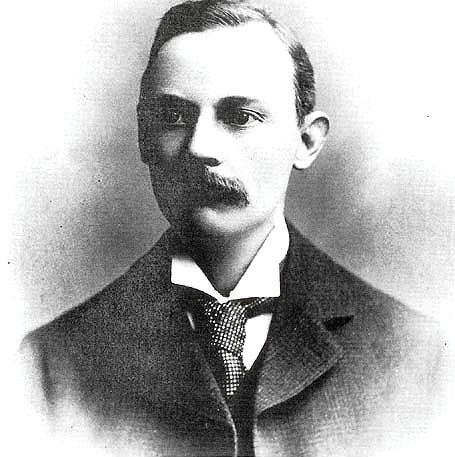

Andrew Claude de la Cherois Crommelin (ur. 6 lutego 1865 w Cushendun, zm. 20 września 1939) – brytyjski astronom.

## Życiorys
Urodził się we wsi Cushendun, w hrabstwie Antrim (obecnie Irlandia Północna). W wieku trzech lat przeprowadził się wraz z rodziną do Anglii. Studiował w Marlborough College i później w Trinity College na Uniwersytecie Cambridge, który ukończył w 1886. Od 1891 do 1927 pracował w Królewskim Obserwatorium Astronomicznym w Greenwich.
Brał udział w kilku ekspedycjach mających za cel obserwacje zaćmienia Słońca. W miejscowości Sobral w Brazylii 29 maja 1919 roku, w czasie całkowitego zaćmienia Słońca dokonał pomiarów potwierdzających ogólną teorię względności Alberta Einsteina (identycznych pomiarów tego samego dnia na Wyspie Książęcej dokonał Arthur Eddington).
Andrew Crommelin był ekspertem w dziedzinie komet, jego obliczenia, z roku 1929, orbit wówczas uważanych za osobne komety (Forbes 1928 III, Coggia-Winnecke 1873 VII i Pons 1818 II), dowiodły, że jest to jedna i ta sama kometa okresowa. Kometa ta została nazwana „kometą Pons-Coggia-Winnecke-Forbes”, później w roku 1948, pośmiertnie dla uhonorowania prac astronoma nazwano ją 27P/Crommelin. Jest to podobny przypadek, kiedy kometę okresową z oznaczeniami oficjalnymi 2P/Encke nazwano od nazwiska uczonego, który wyznaczył jej orbitę, a nie jej odkrywcę.
W latach 1904–1906 był prezydentem Brytyjskiego Stowarzyszenia Astronomicznego. W latach 1917–1923 był sekretarzem, a w latach 1929–1930 prezydentem Królewskiego Towarzystwa Astronomicznego.
W 1910 roku Crommelin oraz Philip Herbert Cowell otrzymali nagrodę Prix Jules-Janssen.

## Nazwane od nazwiska astronoma[1]
- kometa 27P/Crommelin
- krater Crommelin, na Księżycu
- krater Crommelin, na Marsie
- planetoida (1899) Crommelin